# Gran Premio motociclistico del Pacifico 2000
Il Gran Premio motociclistico del Pacifico 2000 corso il 15 ottobre, è stato il quindicesimo Gran Premio della stagione 2000 e ha visto vincere nella classe 500 la Suzuki di Kenny Roberts Jr, nella classe 250 la Honda di Daijirō Katō e nella classe 125 l'Aprilia di Roberto Locatelli.
Si tratta della prima edizione di questo Gran Premio e della seconda prova che si svolge sul territorio giapponese.
Al termine della prova delle 125, Locatelli si laurea campione del mondo; sempre nella stessa gara Lucio Cecchinello taglia il traguardo al 4º posto ma viene in seguito squalificato, i punti relativi a tale posizione non sono stati però immediatamente recuperati sui piloti che seguono in classifica, la cosa crea anche una minima discrepanza tra le varie fonti in merito alle classifiche generali dell'anno diffuse.

## Classe 500

### Arrivati al traguardo
| Pos | Nº | Pilota                   | Squadra                    | Motocicletta | Giri | Tempo     | Griglia | Punti |
| --- | -- | ------------------------ | -------------------------- | ------------ | ---- | --------- | ------- | ----- |
| 1   | 2  | Kenny Roberts Jr         | Telefonica Movistar Suzuki | Suzuki       | 25   | 46:23.327 | 2       | 25    |
| 2   | 46 | Valentino Rossi          | Nastro Azzurro Honda       | Honda        | 25   | +6.175    | 5       | 20    |
| 3   | 4  | Max Biaggi               | Marlboro Yamaha            | Yamaha       | 25   | +6.360    | 1       | 16    |
| 4   | 7  | Carlos Checa             | Marlboro Yamaha            | Yamaha       | 25   | +19.727   | 7       | 13    |
| 5   | 6  | Norifumi Abe             | Antena 3 Yamaha-d'Antin    | Yamaha       | 25   | +21.994   | 6       | 11    |
| 6   | 1  | Àlex Crivillé            | Repsol YPF Honda           | Honda        | 25   | +22.237   | 2       | 10    |
| 7   | 10 | Alex Barros              | Emerson Honda Pons         | Honda        | 25   | +23.963   | 4       | 9     |
| 8   | 65 | Loris Capirossi          | Emerson Honda Pons         | Honda        | 25   | +26.051   | 3       | 8     |
| 9   | 9  | Nobuatsu Aoki            | Telefonica Movistar Suzuki | Suzuki       | 25   | +26.388   | 10      | 7     |
| 10  | 8  | Tadayuki Okada           | Repsol YPF Honda           | Honda        | 25   | +32.508   | 9       | 6     |
| 11  | 55 | Régis Laconi             | Red Bull Yamaha WCM        | Yamaha       | 25   | +36.078   | 13      | 5     |
| 12  | 5  | Sete Gibernau            | Repsol YPF Honda           | Honda        | 25   | +37.760   | 11      | 4     |
| 13  | 31 | Tetsuya Harada           | Blu Aprilia                | Aprilia      | 25   | +38.014   | 16      | 3     |
| 14  | 99 | Jeremy McWilliams        | Blu Aprilia                | Aprilia      | 25   | +55.657   | 14      | 2     |
| 15  | 17 | Jurgen van den Goorbergh | Rizla Honda                | TSR-Honda    | 25   | +1:06.664 | 15      | 1     |
| 16  | 56 | Tekkyū Kayō              | Tecmas Honda Elf           | Honda        | 25   | +1:28.554 | 17      |       |
| 17  | 33 | David Tomás              | Sabre Sport                | Honda        | 24   | +1 giro   | 19      |       |
| 18  | 15 | Yoshiteru Konishi        | FCC TSR                    | TSR-Honda    | 24   | +1 giro   | 20      |       |

### Ritirato
| Nº | Pilota      | Squadra             | Motocicletta | Giri | Griglia |
| -- | ----------- | ------------------- | ------------ | ---- | ------- |
| 24 | Garry McCoy | Red Bull Yamaha WCM | Yamaha       | 17   | 8       |

### Non partito
| Nº | Pilota      | Squadra        | Motocicletta | Griglia |
| -- | ----------- | -------------- | ------------ | ------- |
| 68 | Mark Willis | Proton TEAM KR | Modenas KR3  | 18      |

### Non qualificati
| Nº | Pilota            | Moto  |
| -- | ----------------- | ----- |
| 36 | Stephen Briggs    | BSL   |
| 25 | José Luis Cardoso | Honda |

## Classe 250

### Arrivati al traguardo
| Pos | Nº | Pilota              | Squadra                    | Motocicletta | Giri | Tempo     | Griglia | Punti |
| --- | -- | ------------------- | -------------------------- | ------------ | ---- | --------- | ------- | ----- |
| 1   | 74 | Daijirō Katō        | Axo Honda Gresini          | Honda        | 23   | 43:26.394 | 1       | 25    |
| 2   | 56 | Shin'ya Nakano      | Chesterfield Yamaha Tech 3 | Yamaha       | 23   | +0.707    | 3       | 20    |
| 3   | 35 | Marco Melandri      | Blu Aprilia                | Aprilia      | 23   | +19.677   | 2       | 16    |
| 4   | 19 | Olivier Jacque      | Chesterfield Yamaha Tech 3 | Yamaha       | 23   | +24.260   | 5       | 13    |
| 5   | 4  | Tōru Ukawa          | Shell Advance Honda        | Honda        | 23   | +28.673   | 4       | 11    |
| 6   | 14 | Anthony West        | Shell Advance Honda        | Honda        | 23   | +49.317   | 9       | 10    |
| 7   | 6  | Ralf Waldmann       | Aprilia Germany            | Aprilia      | 23   | +50.661   | 7       | 9     |
| 8   | 89 | Hiroshi Aoyama      | Harc-Pro                   | Honda        | 23   | +1:06.700 | 17      | 8     |
| 9   | 24 | Jason Vincent       | Padgetts M/C Sales         | Aprilia      | 23   | +1:08.330 | 13      | 7     |
| 10  | 88 | Yasumasa Hatakeyama | Team 2000 Penguin          | Honda        | 23   | +1:14.158 | 12      | 6     |
| 11  | 18 | Shahrol Yuzy        | Petronas Sprinta Team TVK  | Yamaha       | 23   | +1:20.838 | 15      | 5     |
| 12  | 30 | Alex Debón          | CC Valencia Airtel Aspar   | Aprilia      | 23   | +1:20.946 | 8       | 4     |
| 13  | 37 | Luca Boscoscuro     | Diesel Vasco Rossi Racing  | Aprilia      | 23   | +1:22.398 | 18      | 3     |
| 14  | 10 | Fonsi Nieto         | Antena 3 Yamaha-d'Antin    | Yamaha       | 23   | +1:22.817 | 14      | 2     |
| 15  | 42 | David Checa         | Team Fomma                 | TSR-Honda    | 23   | +1:22.942 | 16      | 1     |
| 16  | 8  | Naoki Matsudo       | Petronas Sprinta Team TVK  | Yamaha       | 23   | +1:37.060 | 20      |       |
| 17  | 90 | Yoshinori Korogi    | Sofukai Suzuka Racing/Meiw | Honda        | 23   | +1:46.753 | 29      |       |
| 18  | 22 | Sébastien Gimbert   | Tino Villa Racing          | TSR-Honda    | 23   | +1:46.792 | 32      |       |
| 19  | 16 | Johan Stigefelt     | Dee Cee Jeans Racing       | TSR-Honda    | 23   | +1:48.952 | 30      |       |

### Ritirati
| Nº | Pilota             | Squadra                 | Motocicletta | Giri | Griglia |
| -- | ------------------ | ----------------------- | ------------ | ---- | ------- |
| 9  | Sebastián Porto    | Edo Racing              | Yamaha       | 14   | 10      |
| 23 | Julien Allemand    | Yamaha Kurz Aral        | Yamaha       | 5    | 23      |
| 77 | Jamie Robinson     | QUB Team Optimum        | Aprilia      | 2    | 31      |
| 21 | Franco Battaini    | Eurobet team Battaini   | Aprilia      | 1    | 6       |
| 25 | Vincent Philippe   | Axo Honda Gresini       | TSR-Honda    | 0    | 21      |
| 26 | Klaus Nöhles       | Aprilia Germany         | Aprilia      | 0    | 25      |
| 31 | Lucas Oliver Bultó | Antena 3 Yamaha-d'Antin | Yamaha       | 0    | 33      |
| 41 | Jarno Janssen      | Rizla Honda             | TSR-Honda    | 0    | 28      |
| 44 | Roberto Rolfo      | Racing Factory          | Aprilia      | 0    | 22      |
| 48 | Shin'ichi Nakatomi | Kotake Rsc              | Honda        | 0    | 19      |

### Squalificato
| Nº | Pilota         | Squadra         | Motocicletta | Griglia |
| -- | -------------- | --------------- | ------------ | ------- |
| 49 | Osamu Miyazaki | Motorex Daytona | Yamaha       | 11      |

### Non partiti
| Nº | Pilota         | Moto    | Griglia |
| -- | -------------- | ------- | ------- |
| 15 | Adrian Coates  | Aprilia | 24      |
| 11 | Ivan Clementi  | Aprilia | 26      |
| 20 | Jerónimo Vidal | Aprilia | 27      |

## Classe 125

### Arrivati al traguardo
| Pos | Nº | Pilota             | Squadra                     | Motocicletta | Giri | Tempo     | Griglia | Punti |
| --- | -- | ------------------ | --------------------------- | ------------ | ---- | --------- | ------- | ----- |
| 1   | 4  | Roberto Locatelli  | Diesel Vasco Rossi Racing   | Aprilia      | 21   | 41:55.152 | 1       | 25    |
| 2   | 1  | Emilio Alzamora    | Telefonica Movistar Team    | Honda        | 21   | +13.790   | 5       | 20    |
| 3   | 16 | Simone Sanna       | Diesel Vasco Rossi Racing   | Aprilia      | 21   | +16.429   | 12      | 16    |
| 4   | 3  | Masao Azuma        | Benetton Playlife           | Honda        | 21   | +21.734   | 4       | 13    |
| 5   | 26 | Ivan Goi           | Team Fomma                  | Honda        | 21   | +28.060   | 8       | 11    |
| 6   | 15 | Alex De Angelis    | Chupa Chups Matteoni Racing | Honda        | 21   | +28.277   | 10      | 10    |
| 7   | 5  | Noboru Ueda        | Givi Honda LCR              | Honda        | 21   | +28.322   | 7       | 9     |
| 8   | 21 | Arnaud Vincent     | CC Valencia Airtel Aspar    | Aprilia      | 21   | +29.155   | 6       | 8     |
| 9   | 22 | Pablo Nieto        | Derbi Racing                | Derbi        | 21   | +29.521   | 19      | 7     |
| 10  | 29 | Ángel Nieto Jr     | Telefonica Movistar Team    | Honda        | 21   | +33.499   | 11      | 6     |
| 11  | 54 | Manuel Poggiali    | Derbi Racing                | Derbi        | 21   | +38.889   | 13      | 5     |
| 12  | 18 | Toni Elías         | Chupa Chups Matteoni Racing | Honda        | 21   | +39.828   | 22      | 4     |
| 13  | 17 | Steve Jenkner      | Pev Massivhaus ADAC Sac     | Honda        | 21   | +39.983   | 15      | 3     |
| 14  | 23 | Gino Borsoi        | LAE - UGT 3000              | Aprilia      | 21   | +40.151   | 21      | 2     |
| 15  | 56 | Yūzō Fujioka       | Team Plus One               | NER Honda    | 21   | +55.189   | 14      | 1     |
| 16  | 96 | Tomoyoshi Koyama   | SP Tadao Racing             | Yamaha       | 21   | +55.212   | 23      |       |
| 17  | 8  | Gianluigi Scalvini | Bossini Fontana Racing      | Aprilia      | 21   | +1:09.288 | 16      |       |
| 18  | 11 | Max Sabbatani      | Racing Service              | Honda        | 21   | +1:11.898 | 26      |       |
| 19  | 51 | Marco Petrini      | Semprucci Biesse Aprilia    | Aprilia      | 21   | +1:11.980 | 25      |       |
| 20  | 98 | Masafumi Ono       | Team Harc-Pro               | Honda        | 21   | +1:12.325 | 20      |       |
| 21  | 35 | Reinhard Stolz     | R.S. ADAC - Esch Racing     | Honda        | 21   | +1:38.513 | 28      |       |
| 22  | 67 | Marco Tresoldi     | Italjet Racing              | Italjet      | 21   | +1:52.521 | 31      |       |

### Ritirati
| Nº | Pilota          | Squadra           | Motocicletta | Giri | Griglia |
| -- | --------------- | ----------------- | ------------ | ---- | ------- |
| 97 | Naoki Katoh     | JHA Racing        | Honda        | 17   | 17      |
| 41 | Yōichi Ui       | Derbi Racing      | Derbi        | 13   | 3       |
| 12 | Randy de Puniet | Scrab Competition | Aprilia      | 11   | 24      |
| 24 | Leon Haslam     | Italjet Racing    | Italjet      | 10   | 30      |
| 34 | Eric Bataille   | Antinucci Racing  | Honda        | 1    | 27      |
| 95 | Nobuyuki Yunoki | JHA Racing        | Honda        | 0    | 9       |

### Squalificato
| Nº | Pilota            | Squadra        | Motocicletta | Griglia |
| -- | ----------------- | -------------- | ------------ | ------- |
| 9  | Lucio Cecchinello | Givi Honda LCR | Honda        | 2       |

### Non partiti
| Nº | Pilota             | Moto    | Griglia |
| -- | ------------------ | ------- | ------- |
| 32 | Mirko Giansanti    | Honda   | 18      |
| 53 | William De Angelis | Aprilia | 29      |